# José Magalhães (atleta)
José Magalhães (nascido em 30 de outubro de 1954) é um atleta português. Ele competiu na marcha de 50 quilómetros nos Jogos Olímpicos de Verão de 1992 e nos Jogos Olímpicos de Verão de 1996.